# Melaloncha angustifrons
Melaloncha angustifrons är en tvåvingeart som beskrevs av Brown 2004. Melaloncha angustifrons ingår i släktet Melaloncha och familjen puckelflugor.
Artens utbredningsområde är Costa Rica. Inga underarter finns listade i Catalogue of Life.